# Tina Čelik
Tina Čelik (24 de enero de 2001) es una deportista de Eslovenia que compite en natación. Ganó una medalla de bronce en los Juegos Olímpicos de la Juventud de 2018, en la prueba de 50 m braza, y cuatro medallas en el Campeonato Europeo Junior de Natación, en los años 2016 y 2018.